# Công ty cấp nước Đài Loan
Công ty cấp nước Đài Loan (tiếng Anh: Taiwan Water Corporation TWC; tiếng Trung phồn thể 台灣自來水公司, bính âm: Táiwān Zìláishuǐ Gōngsī) là một công ty dịch vụ nhà nước cung cấp nước cho đảo Đài Loan và các hải đảo thuộc quyền kiểm soát của chính quyền Trung Hoa Dân Quốc. Công ty có trụ sở đặt tại thành phố Đài Trung.

## Lịch sử
Năm 1972, Tổng thống Tưởng Kinh Quốc đã thành lập một tập đoàn cấp nước để phát triển và thống nhất hệ thống cung cấp nước công cộng trên toàn quốc. Tổng công ty cấp nước Đài Loan đã được Chính phủ tỉnh Đài Loan khánh thành vào năm 1974.
Nguyên Chủ tịch Hsu Hsiang-kun bị bắt vì tội hối lộ và tham nhũng vào tháng 9 năm 2007, và bị kết án vào tháng 8 năm 2014. Hsu đã ký hợp đồng với Công ty Công nghệ Kintech để mở rộng hai cơ sở làm sạch nước vào năm 2002. Hạn chót của dự án đã được kéo dài hai lần đến tháng 11 năm 2003 và tháng 3 năm 2005. Sau đó, Hsu chấp nhận 5 triệu đô la Đài Loan để cấp quyền cho Kintech gia hạn lần ba đến tháng 9 năm 2007.

## Cơ cấu tổ chức
Phòng Quy hoạch
Phòng Công trình
Phòng Cấp nước
Phòng Kinh doanh
Phòng Tài chính
Phòng Vật liệu
Phòng chất lượng nước
Phòng An toàn Công nghiệp và Bảo vệ Môi trường
Phòng Quản lý Thông tin
Phòng Tổng hợp
Phòng Kế toán
Phòng Nhân sự
Phòng Đạo đức Công vụ
Trung tâm Quản lý Mất nước
Trung tâm Đấu thầu

## Văn phòng chi nhánh
Thành phố Cơ Long
Thành phố Đào Viên
Huyện Tân Trúc và huyện Miêu Lật

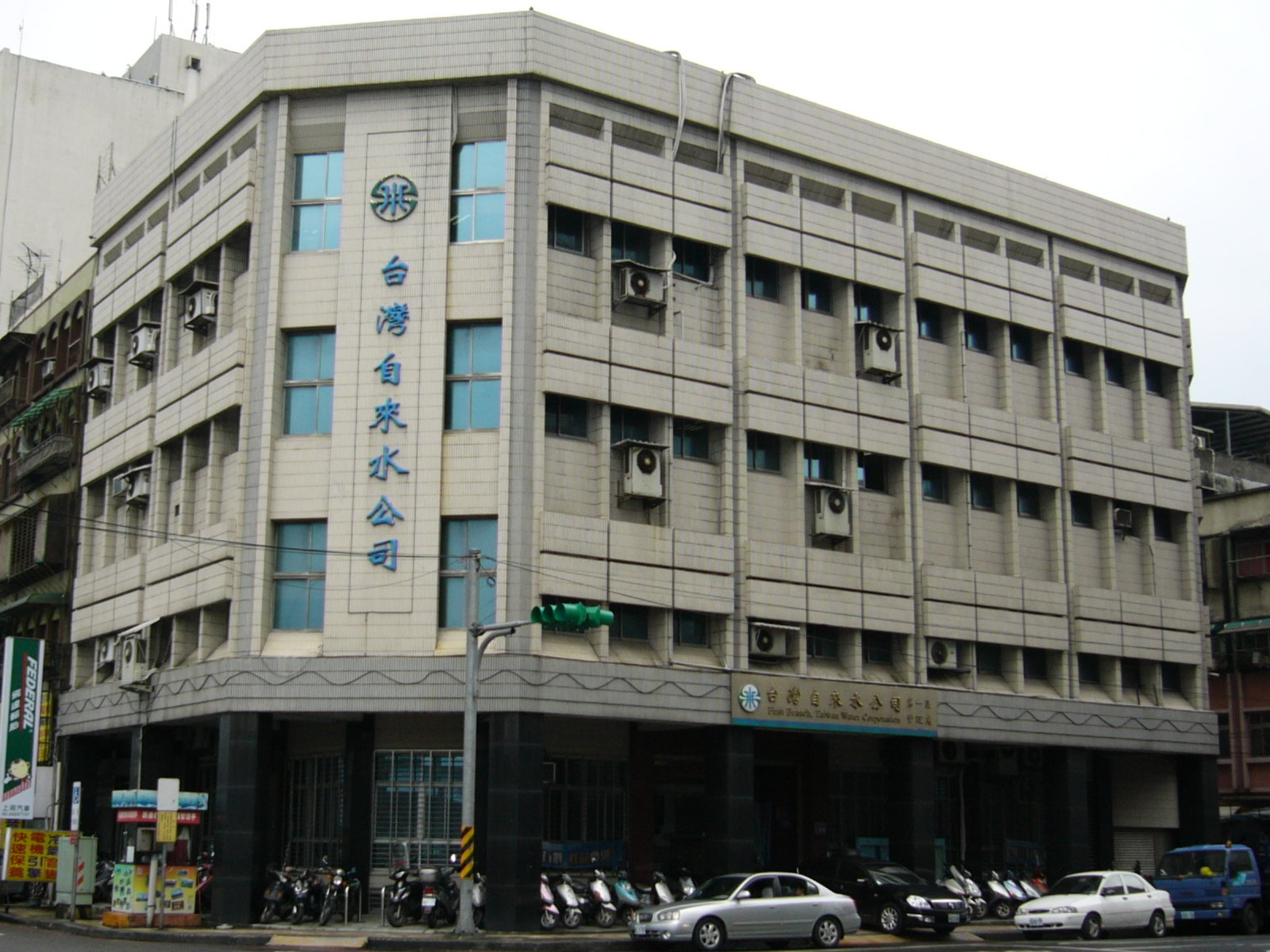
Chi nhánh thành phố Cơ Long, Công ty cấp nước Đài Loan

Thành phố Đài Trung và huyện Nam Đầu
Huyện Vân Lâm và huyện Gia Nghĩa
Thành phố Đài Nam
Thành phố Cao Hùng, huyện Bình Đông và huyện Bành Hồ
Huyện Nghi Lan
Huyện Hoa Liên
Huyện Đài Đông
Huyện Chương Hóa
Thành phố Tân Bắc